# Trofeo Zssdi
El Trofeo Zssdi (oficialmente: Trofeo Zssdi-Unione dei Circoli sportivi) es una carrera ciclista de un día italiana que se disputaba en la región de Friuli-Venecia Julia, el primer domingo del mes de marzo. Toma su nombre del esloveno Trofeja Združenje Slovenskih Športnih Društev v Italiji que en español quiere decir: "Trofeo de los Clubes Deportivos de Eslovenia en Italia". 
Fue creada en 1977 como carrera amateur por ello la mayoría de los ganadores han sido italianos. La edición de 2001 no se disputó. Desde la creación de los Circuitos Continentales UCI en 2005 forma parte del UCI Europe Tour, dentro de la categoría 1.2 (última categoría del profesionalismo).
Está organizada por el club esloveno KK Adria.

## Palmarés
En amarillo: edición amateur.
| Año  | Ganador             | Segundo                | Tercero              |
| ---- | ------------------- | ---------------------- | -------------------- |
| 1977 | Atos Santarosa      | Gastone Martini        | Andreas Lubech       |
| 1978 | Pierluigi Sala      | Orfeo Pizzoferrato     | Alessandro Mainetti  |
| 1979 | Ivica Colig         | Fioreno Geremia        | Bruno Bulic          |
| 1980 | Francisco Caneva    | Giovanni Moro          | Piero Ghibaudo       |
| 1981 | Mauro Longo         | Maurizio Orlandi       | Giuliano Pavanello   |
| 1982 | Mauro Longo         | Ivan Mazzocco          | Daniele Del Ben      |
| 1983 | Bruno Bulic         | Primoz Cerin           | Ivan Mazzocco        |
| 1984 | Gabriele Ragusa     | Primoz Cerin           | Sandi Papez          |
| 1985 | Federico Ghiotto    | Primoz Cerin           | Massimo Favaretto    |
| 1986 | Maurizio Fondriest  | Moravio Pianegonda     | Massimo Favaretto    |
| 1987 | Fausto Boreggio     | Tiberio Savoia         | Fabio Parise         |
| 1988 | Flavio Milan        | Diego Bittante         | Gianni Vignaduzzi    |
| 1989 | Fabio Baldato       | Flavio Milan           | Ivan Beltrami        |
| 1990 | Fabio Baldato       | Gianluca Bordignon     | Massimo Strazzer     |
| 1991 | Biagio Conte        | Giovanni Lombardi      | Aleš Pagon           |
| 1992 | Fabio Casartelli    | Alessandro Bertolini   | Davide Rebellin      |
| 1993 | Biagio Conte        | Mauro Bettin           | Mauro Radaelli       |
| 1994 | Sergio Previtali    | Federico Tozzo         | Claudio Camin        |
| 1995 | Luca Prada          | Walter Petroni         | Leonardo Calzavara   |
| 1996 | Giuliano Figueras   | Alessandro Spezialetti | Andrej Hauptmann     |
| 1997 | Simone Simonetti    | Emanuele Lupi          | Tadej Kriznar        |
| 1998 | Flavio Zandarin     | Raffaele Ferrara       | Martin Fischerlehner |
| 1999 | Maurizio Bachini    | Roberto Savoldi        | Dimitrij Galkin      |
| 2000 | Pavel Zerzan        | Alexandre Parfimovitch | Franco Pellizzotti   |
| 2001 | No se disputó       | No se disputó          | No se disputó        |
| 2002 | Daniele Pietropolli | Luigi Giambelli        | Andrea Moletta       |
| 2003 | Alessandro Ballan   | Daniel Zych            | Luca Conati          |
| 2004 | Elia Rigotto        | Dario Benenati         | Filip Branko         |
| 2005 | Maurizio Biondo     | Matteo Priamo          | Gene Bates           |
| 2006 | Marco Bandiera      | Breno Sidotti          | Filippo Savini       |
| 2007 | Simone Ponzi        | Massimo Iannetta       | Jure Kocjan          |
| 2008 | Manuele Boaro       | Matija Kvasina         | Gianluca Brambilla   |
| 2009 | Tomislav Danculovic | Esad Hasanovic         | Gianluca Brambilla   |
| 2010 | Marko Kump          | Matej Gnezda           | Marco Canola         |
| 2011 | Enrico Battaglin    | Sonny Colbrelli        | Luca Benedetti       |
| 2012 | Patrick Facchini    | Sergey Rudaskov        | Blaz Furdi           |

## Palmarés por países
| País            | Victorias |
| --------------- | --------- |
| Italia          | 30        |
| Yugoslavia      | 2         |
| República Checa | 1         |
| Croacia         | 1         |
| Eslovenia       | 1         |